# Danmark ved sommer-OL 1996
Danmark ved sommer-OL 1996 deltog med 119 atleter ved Sommer-OL 1996 i Atlanta. 54 mænd og 65 kvinder som tilsammen deltog i 14 sportsgrene. Danmark kom på nittendepladsen med fire guld-, en sølv- og en bronzemedalje. Badmintonspilleren Thomas Stuer-Lauridsen var Danmarks fanebærer under åbningsceremonien.

## Medaljer
| 1996 Atlanta | Guld | Sølv | Bronze | Total |
| Danmark      | 4    | 1    | 1      | 6     |

### Medaljevindere
| Danmark under sommer-OL 1996 i Atlanta | Danmark under sommer-OL 1996 i Atlanta | Danmark under sommer-OL 1996 i Atlanta | Danmark under sommer-OL 1996 i Atlanta |
| Medalje                                | Navn | Sport                                  | Konkurrence                            |
| -------------------------------------- | --- | -------------------------------------- | -------------------------------------- |
| Guld                                   | Poul-Erik Høyer | Badminton                              | Mændenes single                        |
| Guld                                   | Thomas Poulsen Eskild Ebbesen Victor Feddersen Niels Henriksen | Roning                                 | Mændenes letvægtsfirer                 |
| Guld                                   | Kristine Roug | Sejlsport                              | Kvindernes europaklasse                |
| Guld                                   | Danmarks håndboldlandshold Anne Dorthe Tanderup Gitte Madsen Lene Rantala Gitte Sunesen Tonje Kjærgaard Janne Kolling Susanne Lauritsen Conny Hamann Anja Hansen Anette Hoffmann Heidi Astrup Tina Bøttzau Marianne Florman Anja Jul Andersen Camilla Andersen Kristine Andersen | Håndbold                               | Kvindernes konkurrence                 |
| Sølv                                   | Rolf Sørensen | Cykling                                | Linjeløb, herrer                       |
| Bronze                                 | Trine Hansen | Roning                                 |                                        |